# 小光山柳
小光山柳（学名：Salix xiaoguangshanica）是杨柳科柳属的植物，是中国的特有植物。分布在中国大陆的云南等地，生长于海拔2,600米的地区，见于山坡杜鹃南烛等灌丛中以及山路旁，目前尚未由人工引种栽培。